# マイケル・モレル
マイケル・ジョセフ・モレル（Michael Joseph Morell [məˈrɛl]、1958年9月4日 - ）は、アメリカ合衆国の元情報官僚である。2010年から2013年まで中央情報局(CIA)副長官を務め、その間に長官代理を2回務めた。
著書"The Great War of Our Time"において、ブッシュ政権・オバマ政権によるテロ容疑者に対するドローンの使用や、ブッシュ政権下におけるCIAの強化尋問技術（一般には「拷問」と呼ばれる）の正当性を主張している。
CIA退職後は、ワシントンDCのコンサルティング会社、ビーコン・グローバル・ストラテジーズに所属している。

## 若年期と教育
モレルは1958年9月4日にオハイオ州カヤホガフォールズで生まれた。父は自動車工場で働いていた。
アクロン大学でBachelor of Arts(BA)を、ジョージタウン大学でMaster of Arts(MA)を取得した。いずれも経済学を専攻した。

## キャリア

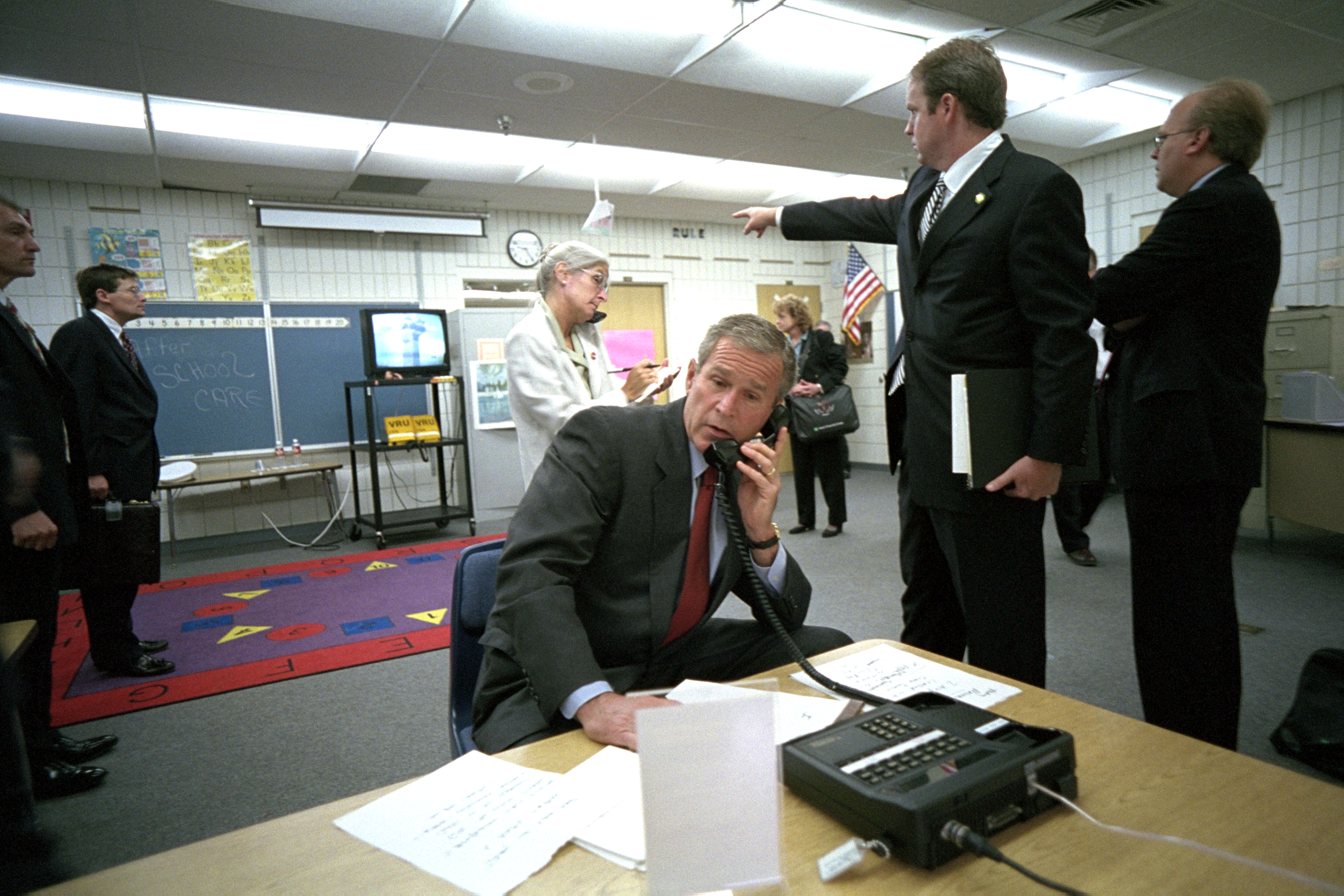
エマ・E・ブッカー小学校にてブッシュ大統領（中央）とともに同時多発テロ事件の経過を見守るモレル（左から2人目）

大学院卒業後、1980年に中央情報局(CIA)に入局した。キャリアの初期には、エネルギー問題やアジア・太平洋地域の情報分析を担当した。キャリアの中盤では、大統領日報を作成するスタッフを管理し、中央情報長官ジョージ・J・テネットのエグゼクティブ・アシスタントを務めた。2001年には、ジョージ・W・ブッシュ大統領に情報関連の日報を報告するブリーフィング担当官を務めたが、同年9月11日にアメリカ同時多発テロ事件が発生した。当時、モレルは一日中大統領と行動を共にしていた。モレルは、大統領からこの攻撃を仕掛けたのは誰かと訊かれ、「その痕跡がビン・ラーディンとアルカーイダの玄関まで繋がっているのは疑いがない」と答えた。
2006年から2008年まで、CIAの国家テロ対策センター情報担当副長官を務めた。2008年から2010年まで、CIAの分析官の頂点である情報本部長を務めた。

### CIA副長官

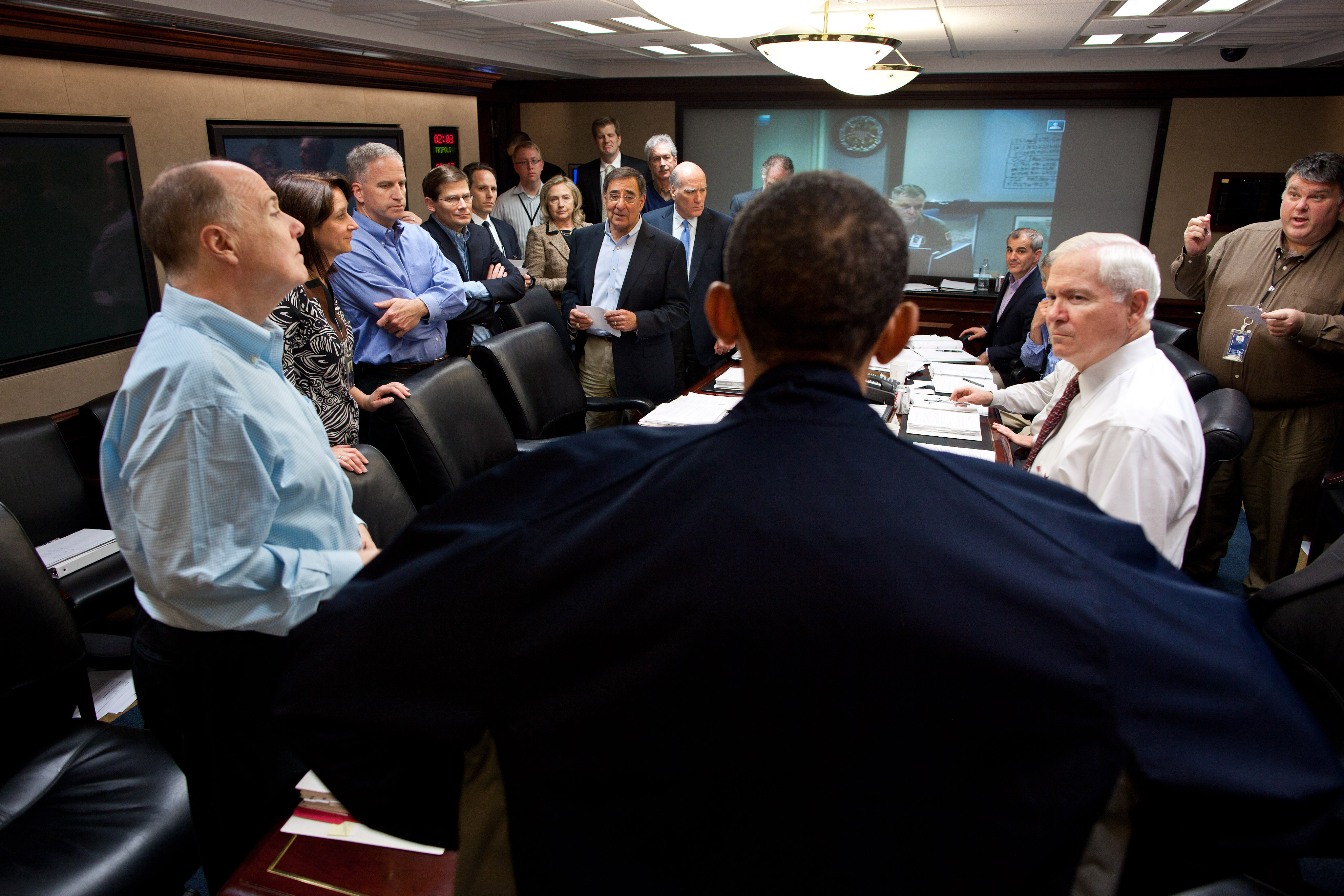
オバマ大統領の国家安全保障チーム。モレル、レオン・パネッタCIA長官、ヒラリー・クリントン国務長官などがいる（2011年5月）

2010年5月、スティーヴン・カペスの後任としてCIA副長官に任命された。ビン・ラーディン作戦での功績により、CIAで2番目に高い栄誉である情報殊勲章を授与された。
CIA長官のレオン・パネッタが国防長官に就任することから、後任のデヴィッド・ペトレイアスが就任するまでの間の2011年7月1日から9月6日まで、モレルが長官代理を務めた。2012年、ペトレイアスが性的スキャンダルで長官を辞任したため、モレルが2012年11月9日から2013年3月8日まで長官代理を務めた。バラク・オバマ大統領は、モレルをCIA長官にすることも検討したが、最終的にジョン・オーウェン・ブレナンが後任の長官となった。
2013年6月12日、モレルはCIAを退職すると発表し、同年9月上旬に退職した。

## CIA退職後
2013年11月、モレルはワシントンDCのコンサルティング会社、ビーコン・グローバル・ストラテジーズにシニア・カウンセラーとして入社した。2018年、ビーコン社はモレルを地政学的リスク分析の責任者に任命した。
2014年1月より、モレルはCBSニュースのニュース製作に情報と国家安全保障に関する専門家として参加している。2018年、CBSは、"Intelligence Matters"という国家安全保障に関するモレルの週刊のポッドキャスト番組の配信を開始した。この番組でモレルは、各情報機関の現役職員・元職員や政策立案者をゲストに招き、その仕事についてや国家安全保障問題について話している。この番組は、ポッドキャストとラジオネットワークのCBSニュースラジオで配信される。このほか、『ワシントン・ポスト』紙へのコラムの寄稿やニュースサイト『Axios』への記事の寄稿などを行っている。

### エドワード・スノーデンへの批判
国家安全保障局(NSA)による国際的監視網(PRISM)の存在が2013年にエドワード・スノーデンにより暴露されたことを受けて、バラク・オバマ大統領は「情報通信技術に関する検討グループ」を設立し、モレルがそのメンバーの一人に選ばれた。同グループは2013年末に報告書を提出し、その提言はほぼ全て承諾された。
モレルはNSAの監視プログラムの存在を暴露したスノーデンを批判し、スノーデンにより受けた被害は甚大であり、裁判を受けるためにスノーデンは帰国するべきであると主張している。

### 回顧録
2015年5月、モレルの回顧録"The Great War of Our Time: The CIA's Fight Against Terrorism-From al Qa'ida to ISIS"（我々の時代の大戦争: CIAのテロとの戦い―アルカーイダからISISまで）が刊行された。この本は、自身のCIAにおける33年のキャリアについて、特にアメリカ同時多発テロ事件前後におけるCIAのテロ対策任務を中心にして語ったものである。また、同時多発テロ事件以後の国家によるテロ対策活動に関する論争についても触れている。
この本の中でモレルは、無人航空機（ドローン）による標的殺害の正当性を主張し、ドローンによる戦いは「過去5年間で最も効果的かつ唯一の（テロ対策の）手段」であるとし、民間人に対する誤爆の懸念は「過度に誇張されたもの」だとしている。民間人の犠牲は限定的であるというモレルやオバマ政権の主張に対して、2016年にパキスタンやイエメンで行われたドローン機による攻撃の生存者は、爆撃により家族や友人が殺傷されたと報告している。
また、この本の中でモレルは、上院情報委員会による「CIAの拷問に関する報告書」について批判し、その信憑性や、強化尋問技術を「拷問」(torture)と呼ぶことに対して異議を唱えている。モレルは、当時の司法省は、模擬溺死、睡眠剥奪、痛みを伴う体の痛めつけなどの過酷な手段は拷問に当たらず、アメリカの国内法やアメリカが批准している条約には反していないとしていたと主張している。2015年のヴァイス・ニュースの取材に対し、モレルは、「当時の部下を『拷問者』と呼ぶことになるため、その行為を『拷問』とは呼びたくない」「私は死ぬまで部下を守る」と述べ、ブッシュ政権時代の司法省がそれは拷問ではないとしていたと再度述べた。この本の主張に対して、上院情報委員会のスタッフは反論文を発表し、CIA自体が発表した文書を参照して、強化尋問技術に関するモレルの説明には多くの誤りや事実誤認があると主張した。チャーリー・ローズのトークショーに出演したモレルは、この反論について、この本の主張は少々過激であるが、その内容は上院情報委員会の報告書に対するCIAのコメントや、委員会で共和党の議員が発表した反対意見と一致するものであると述べた。
この本の中でモレルは、前国務長官コリン・パウエルに対し、イラクの大量破壊兵器計画に関してCIAが誤った評価をしたことを謝罪した。

### ヒラリー・クリントンへの支持
2016年8月の『ニューヨーク・タイムズ』紙への寄稿で、モレルは大統領選挙でのヒラリー・クリントンへの支持を表明した。自身が民主党にも共和党にも属しておらず、普段から政治的姿勢について語ることはないと前置きした上で、ドナルド・トランプについては、大統領には不適任であり、この国の安全保障の脅威となりうると述べた。モレルはこの記事の寄稿の前にCBSニュースの仕事から離れ、選挙終了後に復帰している。その後のニューヨーク・タイムズの取材で、現在の雇用主であるビーコン社の共同設立者の一人にヒラリー・クリントンの「元関係者」がいるという疑惑を問われ、ビーコン社は政党に属しない会社であり、また、先の意見は完全に自分自身の意見として述べたものだと答えた。

### ブリーフィング・ブック
2019年、モレルは、同じく元CIA副長官で長官代理を務めたことのあるジョン・E・マクラフリンと共に、アメリカが直面する国家安全保障に関する重要な問題についてのブリーフィング・ブック（概要書）を作成し、大統領選挙に出馬する全ての候補者（現職のトランプ大統領を含む）に配布した。2人は報道陣に対し、この本の目的は、選挙戦における外交政策の構築や議論のための、事実と分析の基礎を提供することであり、特定の政策を主張するものではないと述べた。

### バイデン政権
2020年、ジョー・バイデン政権におけるCIA長官の候補としてモレルの名が挙がっていると報じられた。最終的に、CIA長官には元国務副長官のウィリアム・ジョセフ・バーンズが任命された。
モレルがCIA長官候補であると報じられたとき、上院情報委員会のロン・ワイデンは、モレルは「拷問擁護者」であると非難し、閣僚ポストであるCIA長官への指名の見込みはないだろうと述べた。上院情報委員会のCIA拷問報告書の主席調査官だったダニエル・ジョーンズもまたモレルを批判し、モレルをCIA長官に指名しないようバイデン次期大統領に勧めた。
モレル自身は、同年2月のインタビューで、自分がCIA長官候補として正式に検討されたことはないと述べた。

## 私生活
モレルはメアリー・ベス・マニオン(Mary Beth Manion)と結婚し、3人の子供がいる。